# 'Ndrina Gentile
La 'ndrina Gentile è una cosca malavitosa o 'ndrina della 'ndrangheta calabrese originaria di Amantea. Le attività illecite che svolgono sono l'estorsione, il traffico di droga e l'usura.

## Organizzazione
- Tommaso Gentile, presunto capobastone.

## Storia
- Il 20 dicembre 2007  con l'operazione Nepetia vengono arrestati ad Amantea 39 presunti affiliati alla 'ndrina, sequestrati diversi immobili, il porto di Amantea. Sono accusati di associazione a delinquere, usura, estorsione e condizionamento delle elezioni. Nella stessa operazione viene anche arrestato il consigliere regionale Franco La Rupa accusato di essere stato sostenuto dai Gentile alle elezioni regionali del 2005[1][2].
- Il 19 marzo 2008 viene arrestato il consigliere regionale della Calabria Franco La Rupa con l'accusa di Scambio elettorale politico-mafioso, in presunti collegamenti con il boss di Amantea Tommaso Gentile[3]. Nell'inchiesta sono stati anche arrestati Armando Mendicino, un sottufficiale dei Carabinieri, un appuntato della Guardia di Finanza, Domenico De Luca accusati di concorso esterno in associazione mafiosa e Concetta Schettini, dirigente dell'ufficio tecnico del Comune di Amantea[3].
- Il 3 gennaio 2009 sono stati sequestrai alle cosche Gentile-Besaldo 5 negozi, un ristorante e un terreno dal valore di 1 milione di euro[4].

Beni per 1.200.000 euro sono stati confiscati dalla Dia di Catanzaro a Francesco Suriano, 37 anni, condannato con sentenza definitiva per estorsione aggravata dal metodo mafioso. Suriano è nipote di Tommaso Gentile, attualmente detenuto, ritenuto capo dell’omonimo clan mafioso operante nell’hinterland di Amantea, in provincia di Cosenza. Il provvedimento eseguito questa mattina è stato richiesto dalla procura generale della Corte d’Appello di Catanzaro dopo la condanna di Suriano per estorsione aggravata dal metodo mafioso e dalla finalità di agevolare la cosca mafiosa Lanzino-Di Puppo di Cosenza.
Secondo i giudici della Corte d’Appello il valore dei beni mobili e immobili sequestrati “è manifestamente sproporzionato rispetto alla situazione di pressoché totale impossidenza dichiarata del nucleo familiare”.
Muovendo da queste premesse, la Corte d’Appello di Catanzaro ha disposto la confisca di: intero compendio aziendale della ditta individuale “Scalise Carolina”, con sede in Amantea (CS) via Regina Margherita n. 143 con insegna "LA MAISON" (commercio al dettaglio di articoli di abbigliamento, di calzature, di borse e di accessori di abbigliamento); quota sociale della società “SURIANO FOOTBALL CLUB SNC DI SURlANO FRANCESCO & c., con sede in Amantea (CS) (gestione di impianti di campi di calcetto e di impianti sportivi in genere); quota sociale della società cooperativa a responsabilità limitata "JET SERVICES SOCIETÀ COOPERATIVA SOCIALE", con sede in Amantea (CS) (pulizia e lavaggio aree pubbliche, rimozione neve e ghiaccio).
Quota sociale della società in accomandita semplice "PLANET CENTER S.A.S. DI SURlANO FRANCESCO & c.", con sede in Amantea (CS) (commercio all’ingrosso e al dettaglio di autovetture, di autoveicoli e motoveicoli di ogni tipo, nuovi ed usati); nr. 4 immobili; nr. 3 beni mobili registrati; nr. 1 rapporto finanziario; nr. 4 polizze assicurative; per un valore stimato di 1.200.000 euro.